# Justin Duff
Justin William Duff (ur. 10 maja 1988 w Winnipeg, prowincja Manitoba) – kanadyjski siatkarz, grający na pozycji środkowego. 

## Sukcesy klubowe
Puchar Austrii:
- 2011

Brązowy medalista Mistrzostw Austrii:
- 2011

Mistrzostwo Turcji:
- 2013
- 2012
- 2019

Mistrzostwo Rosji:
- 2013

Puchar Portugalii:
- 2016

Wicemistrzostwo Portugalii:
- 2016

Puchar Ligi Greckiej:
- 2017

Puchar Grecji:
- 2017

Wicemistrzostwo Grecji:
- 2017

Puchar CEV:
- 2019

## Sukcesy reprezentacyjne
Puchar Panamerykański:
- 2011

Mistrzostwa Ameryki Północnej:
- 2015
- 2013
- 2011